# Fu Bingchang

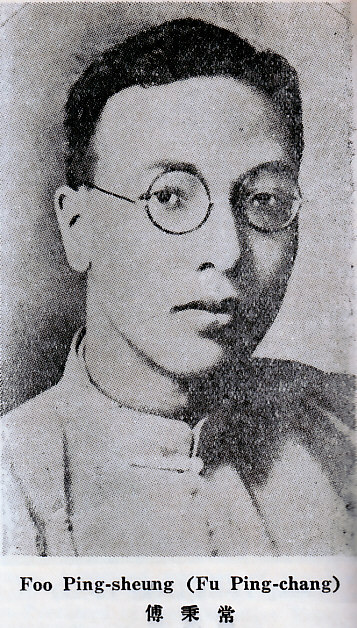
Fu Bingchang

Fu Bingchang (em chinês, 傅秉常; 1895-1965; conhecido como Foo Ping-sheung) foi um diplomata nascido em Foshan, Guangdong.
Aos dez anos estudou em St. Stephen’s College, em Hong Kong, e virou engenheiro civil pela Hong Kong University. Entrou rapidamente para o mundo da política e participou da delegação cantonesa da Conferência de Paz de Paris.
Em seguida se tornou secretário de Sun Yatsen, virou vice-ministro das relações exteriores em 1927.
Foi embaixador da União Soviética entre 1943 e 1949. Trabalhou em Paris entre 1949 e 1956.
Faleceu em 1965.